# كأس التشيك 2002–03
كأس التشيك 2002–03 هو موسم من كأس التشيك. أشرف على تنظيمه اتحاد جمهورية التشيك لكرة القدم، وكان عدد الأندية المشاركة فيه 134، وفاز فيه نادي تيبليتسه.